# La Loma, Zacatecas
La Loma är en ort i Mexiko.   Den ligger i kommunen Loreto och delstaten Zacatecas, i den centrala delen av landet, 400 km nordväst om huvudstaden Mexico City. La Loma ligger 2 027 meter över havet och antalet invånare är 796.
Terrängen runt La Loma är platt åt nordväst, men åt sydost är den kuperad. Runt La Loma är det ganska tätbefolkat, med 80 invånare per kvadratkilometer. Närmaste större samhälle är Loreto, 2,4 km norr om La Loma. Trakten runt La Loma består till största delen av jordbruksmark.